# スウィート・トーキン・ウーマン
「スウィート・トーキン・ウーマン」 (Sweet Talking Woman) は、エレクトリック・ライト・オーケストラが1977年に発表した楽曲。2枚組アルバム「アウト・オブ・ザ・ブルー」のA面3曲目である。

## 概要
ヴォコーダーが多用されたポップソングである。シングルカットされてイギリスで大ヒットを記録した。
ワーキングタイトルは「Dead End Street」であり、ザ・キンクスによる同名のヒット曲がすでに存在したため、歌詞を書き直す際に現在のタイトルに変更された。この曲はその他にアレンジも一度作りかえられている。

## その他
- 非常に編集点の多い楽曲であり、一部雑につながれた部分もある。ジェフ曰く「半マイルものテープを苦労して繋ぎあげたんだ。」
- 近年のコンサートでも欠かさず演奏されている。原曲の「no no no」を「I don't know[注 1]」と変えて歌っている他、終盤のリフレインでアカペラになるタイミングが変更されている。